# Erica recta
Erica recta är en ljungväxtart som beskrevs av Harry Bolus. Erica recta ingår i släktet klockljungssläktet, och familjen ljungväxter. Inga underarter finns listade i Catalogue of Life.